# Katanga tartomány
Katanga tartomány a Kongói Demokratikus Köztársaság legdélebbre fekvő tartománya.
Tartományi fővárosa, egyben az ország második legnagyobb városa Lubumbashi (korábban franciául Elisabethville, hollandul Elisabethstad). Területe 496 871 km², 16-szor nagyobb, mint egykori gyarmatosítója, Belgium, lakossága 8 167 240 (2004), népsűrűsége 16,44 fő/km². Hivatalos nyelvei: szuahéli, csiluba.

## Földrajza
A tartománynak Angolával és Zambiával van közös szárazföldi határa. Tanzániával a Tanganyika-tavon keresztül húzódó határ választja el. Északról határos a Nyugat-Kasai, a Kelet-Kasai, a Maniema és a Dél-Kivu tartományokkal.

## Története

Katanga zászlaja (1960-63)

Katanga címere (1960-63)

- 1891. április 15. A Kongói Szabadállam által meghódított Katanga területek irányításával a Compagnie du Katanga-t bízzák meg, tényleges kormányzatot nem hoznak létre.
- 1900. június 19. Katanga irányítását a Comité Special du Katanga-ra bízzák; Kongótól teljesen független kormányzatot hoznak létre.
- 1910. szeptember 1. Katangát Belga Kongóba integrálják, nagy mértékű autonómia megtartásával
- 1933. október 1. Az autonómia megszűnik, létrejön az Elisabethville/Elisabethstad tartomány
- 1947. A tartomány visszakapja a Katanga nevet
- 1960. június 30. A Kongói köztársaság autonóm tartománya lesz
- 1960. július 11. Moise Csombe kikiáltja a Katangai Államot
- 1961 novemberében Katanga északi részét elfoglalja a központi kormányzat; létrejön Észak-Katanga tartomány
- 1963. január 21. A központi kormányzat visszafoglalja Katanga többi részét, a területet két tartományra osztják: Lualabára és Kelet-Katangára.
- 1966. december 28. Újraalakul Katanga tartomány.
- 1971-1997 A tartomány neve Shaba.[1]

## A tartomány a 2005-ös alkotmány után
A Kongói Demokratikus Köztársaság 2005-ben született új alkotmánya a Katanga tartományt négy új tartományra osztotta. Az alkotmányt a 2006 februárjában megtartott népszavazás elfogadta. Az új felosztás az alkotmány elfogadásától számított 36 hónap múlva, vagyis 2009 februárjában lép hatályba. 2009-től csak a Felső-Katanga névben él tovább a tartomány jelenlegi neve.
- Tanganyika
- Felső-Lomami
- Lualaba
- Felső-Katanga

## Kormányzat
Katanga tartomány kormányzója, Moise Katumbi Chapwe üzletember 2007. február 24-én foglalta el hivatalát.

## Gazdaság
A Katanga-fennsíkon mezőgazdaság és állattenyésztés folyik. A tartomány keleti részén gazdag bányászati lelőhelyek találhatók, kobaltot, rezet, ónt, rádiumot, uránt valamint gyémántot bányásznak. A rézbányászat Katanga gazdaságának fontos tényezője; a kobaltbányászat szintén jelentős. Számos oka van annak, hogy a hatalmas ásványkincsvagyon ellenére az életszínvonalat nem sikerült megfelelő mértékben emelni. A Gecamines állami tulajdonú bányászati vállalat, melynek monopóliuma van a tartomány ásványkincseinek kitermelésére.

## Egészségügy
A tartomány legnagyobb kórháza, a Jason Sendwe Hospital Lubumbashiban található. A tartomány ismert orvosa volt 1963-ban bekövetkezett haláláig Scheitz László.

## Klímája
A Katanga tartományban az esős és a száraz évszak váltogatja egymást. Az átlagos csapadékmennyiség 1200 mm évente.

## Oktatás
A Lubumbashi Egyetem a tartomány legnagyobb és az ország egyik legnagyobb egyeteme. Az egyetem a város északi részén helyezkedik el. A Faculté Méthodiste de Théologie (FMT) metodista papnevelde, melynek akkreditációja van az ország egyetemi rendszerében.

## Közlekedés
A tartománynak szűk területet ellátó vasútrendszere van, mely jobbára Lubumbashit és környékét látja el. Megbízhatósága korlátozott. Lubumbashi északkeleti részén található a Luano repülőtér (IATA: FBM, ICAO: FZQA).